# Harald Salomon
Harald Salomon (8. maj 1900 i Kristiania – 10. september 1990) var en dansk medaljør og billedhugger.
Salomon var søn af skotøjsfabrikant Simon Marcus Salomon og Johanna Balla Eisenstein. Han blev uddannet på Kunstakademiet af Anders Bundgaard samt i medaillekunst hos Den Kgl. Mønts medaljør Gunnar Jensen. I 1927 ansattes Salomon som undermedaljør på Den Kongelige Mønt i København, og i 1933 afløste han Gunnar Jensen som chefmedaljør efter dennes pensionering. Han fik dansk indfødsret 1. juli 1927.
Under besættelsen måtte Harald Salomon, der var jøde, flygte til Sverige.
Efter krigen genoptog han arbejdet på Mønten indtil 1968. Han stod bag de almindelige cirkulationsmønter efter 1947 samt jubilæumsmønterne 1945, 1953, 1958, 1960, 1964, 1967 og 1968.
Samarbejdede i 1970'erne og 80'erne med bl.a. maleren og skulptøren Anders Nyborg (født 21. januar 1934) hvilket førte til udgivelse af bl.a. Stjernetegn-serien, H.C. Andersen-serien, Post- og Telegrafvæsenets 350 års jubilæumsmedaljer (1974) etc.
Salomon anses for den mest betydende danske medaljekunstner i det 20. århundrede. Hans mærke på mønterne var S eller HS.
Han var Ridder af 1. grad af Dannebrogordenen.